# ミルフォード・グレイヴス
ミルフォード・グレイヴス（Milford Graves、1941年8月20日 - 2021年2月12日）は、アメリカのジャズ・ドラマー、パーカッショニスト、音楽名誉教授、研究者/発明家、ビジュアル・アーティスト/彫刻家、庭師/薬草家、武道家。グレイヴスは、1960年代のポール・ブレイ、アルバート・アイラー、ニューヨーク・アート・カルテットらとの初期のアヴァンギャルド・ジャズにおける貢献で注目に値し、パーカッションをタイムキープする役割から解放したフリー・ジャズの先駆者とみなされている。作曲家でサックス奏者のジョン・ゾーンはグレイヴスを「基本的に20世紀のシャーマン」と呼んだ。

## ディスコグラフィ

### リーダー・アルバム
- 『ミルフォード・グレイヴス・パーカッション・アンサンブル』 - Percussion Ensemble (1965年、ESP) ※with サニー・モーガン[17]
- In Concert at Yale University (1966年、SRP) ※with ドン・プーレン[17]
- Nommo (1967年、SRP) ※with ドン・プーレン[18]
- Dialogue of the Drums (1974年、IPS) ※with アンドリュー・シリル[17]
- Bäbi (1977年、IPS) ※with アーサー・ドイル、ヒュー・グローヴァー[17]
- 『メディテイション・アマング・アス』 - Meditation Among Us (1977年、Kitty) ※with 阿部薫、近藤等則、高木元輝、土取利行[17]
- Pieces of Time (1984年、Soul Note) ※with ケニー・クラーク、アンドリュー・シリル、ファマドゥ・ドン・モイエ[17]
- 『リアル・ディール』 - Real Deal (1992年、DIW) ※with デヴィッド・マレイ[17]
- Grand Unification (1998年、Tzadik)[17]
- Stories (2000年、Tzadik)[17]
- 50th Birthday Celebration Volume 2 (2004年、Tzadik) ※with ジョン・ゾーン[17]
- Beyond Quantum (2008年、Tzadik) ※with アンソニー・ブラクストン、ウィリアム・パーカー[17]
- Space/Time – Redemption (2014年、TUM) ※with ビル・ラズウェル[17]
- The Stone (2014年、Back In No Time) (M.O.D. Technologies) ※with ビル・ラズウェル[19][20]
- Flow States (2020年、ScienSonic)※with マーシャル・アレン、ロスコ・ミッチェル、スコット・ロビンソン[21]
- Live at Big Ears (2021年、Yes) ※with ジェイソン・モラン[22]
- Historic Music Past Tense Future (2022年、Black Editions) ※with ペーター・ブロッツマン & ウィリアム・パーカー
- Children of the Forest (2023年、Black Editions Archive) ※with アーサー・ドイル、ヒュー・グローヴァー[17]

### 参加アルバム
サム・アミドン
- The Following Mountain (2017年、Nonesuch)[17]

アルバート・アイラー
- 『ラヴ・クライ』 - Love Cry (1968年、Impulse!)[17]
- Holy Ghost: Rare & Unissued Recordings (1962–70) (2004年、Revenant)[17]

ポール・ブレイ
- 『バラージ』 - Barrage (1964年、ESP)[17]

ロウエル・デヴィッドソン
- 『ロウエル・デヴィッドソン・トリオ』 - Lowell Davidson Trio (1965年、ESP)[17]

ジャズ・コンポーザーズ・オーケストラ
- 『コミュニケーション』 - Communication (1965年、Fontana)[23]

ジュゼッピ・ローガン
- 『ジュゼッピ・ローガン・カルテット』 - The Giuseppi Logan Quartet (1965年、ESP)[17]
- 『モア』 - More (1966年、ESP)[17]

ミリアム・マケバ
- Makeba Sings! (1965年、RCA)[24]

モンテゴ・ジョー
- Arriba! (1964年、Prestige)[17]
- 『ワイルド&ウォーム』 - Wild & Warm (1965年、Prestige)[17]

ニューヨーク・アート・カルテット
- 『ニューヨーク・アート・カルテット』 - New York Art Quartet (1965年、ESP)[17]
- 『モホーク』 - Mohawk (1965年、Fontana)[17]
- 『35thリユニオン』 - 35th Reunion (2000年、DIW)[17]
- Call It Art (2013年、Triple Point)[25][26]

ソニー・シャーロック
- 『ブラック・ウーマン』 - Black Woman (1969年、Vortex)[17]

ワダダ・レオ・スミス
- Sacred Ceremonies (2021年、Tum)[17]

サン・ラ
- Untitled Recordings (2008年、Transparency)[17]

Various Artists
- New American Music Volume 1: New York Section / Composers of the 1970's (1975年、Folkways) ※「Transmutations」で参加[27]